# ピース (バラ)
ピース （Peace） はバラの園芸品種で、黄色に桃色を帯びた大輪花を咲かせる。バラの品種改良の歴史の中で、非常に評価の高い、また影響力の大きい品種である。

## 概説
ピースは木立性のバラで、八重咲きの大輪花をつけ、その黄色の花弁にピンクの覆輪をかける。その名は第2次世界大戦の終了期に命名されたものである。世界で一番美しいバラと言われたこともあり、世界バラ会議が「栄光の殿堂入りのバラ」に最初に選んだのもこの品種である。
この品種は栽培も花を咲かせるのも容易で、当時としては病害虫にも強かった。この品種の作出はバラの品種改良の歴史を変えたと言われる。またこの品種を親として様々な名花が作られたことも知られている。

## 特徴
木立性のバラで、枝振りは半横張り性。半剣弁高芯咲き（花弁は巻き、花の中央が筒状に突き出した形）の巨大輪。花弁はクリームイエローに桃色の覆輪をかける（花弁の縁が桃色に色づく）。香りは中程度。四季咲き。
八重咲きの花弁は厚手でその数が45枚にもなり、花の径は15cmにも達する。また大きな葉には照りがあって美しい。
作出当時においてはその性質が強健であることでも注目された。塚本他(1956)には『樹性はおどろくほど強く』、また黒点病にも強いと記している。また栽培容易で『だれがつくっても』バラとして美しい花を咲かせることが可能としている。ただし黄色の発色には栽培環境が大事で、ピンクの覆輪は日照が足りないと出せない。

## 経緯

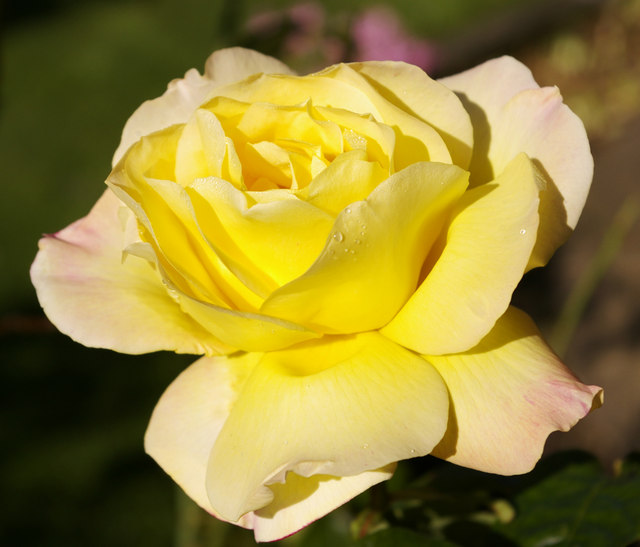
ピース
よく開いたところ

本品種はハイブリッド・ティーの系統に属する。本品種を育成したのはフランスの有名なバラ育種家であるフランシス・メイアン（ F. Meilland）である。交配の母親株は Joanna Hill を、花粉親には Charles P. Kilham と Margaret McGredy の交配品が使われた。これは母親の花形の良さと Margaret McGredy のもつ株の強健さや葉の美しさを取り入れることを、また花色としては黄色、あるいは黄色と赤の複色を出すことにあった。1937年に800本からこれが選出され、1939年にドイツ、イタリア、アメリカにその芽が送られて栽培が続けられた。メイアン自身はこれに母の名であるマダム・アントワーヌ・メイアン（Mme. Antoine Meilland）（アントワーヌは男性名でフランシス・メイアンの父親にあたり、マダムをつけることでその妻を指す）と呼んだが、ドイツではこれをグローリア・デイGloria Dei（神の栄光）、イタリアではジョイアGioia（幸福）と呼び、いずれも好評を博した。
1945年に The Cornard-Pyle co. のロバート・パイル（Robert Pyle）がベルリン陥落を記念して本品種をピースと命名して発売した。彼はこの年の国際連合の初集会において本品種を持参し、『このバラ、ピースはベルリン陥落の日パサデナで開かれた太平洋バラ協会展でかく名付けられた。われわれはこの平和のバラが人々の胸に世界平和を永久に印象づけることを希望する』との言葉を贈ったという。彼は参加49カ国の各国代表の部屋にこの言葉と共に本品種を1輪ずつ届けた。
この品種が日本に入ったのは1949年であった。その前年、後に日本を代表するバラ育成家となった鈴木省三は空襲で焼け残った東京のビルの一角でバラ展を開催した。これは平和を取り戻した象徴として新聞紙上でも、更に進駐軍の新聞にも取り上げられた。この展示会にサンフランシスコバラ会の会員が来訪、会場のバラを賞賛した後に「残念なことにここにはピースがない」と述べ、来年にはその花を届けることを約束、そして翌年、まだ民間の航空輸送がない中で、彼はこの品種を軍の輸送機によって日本にもたらし、バラ展に届けた。多くの人間がこれを後年まで語り継いだという。当時、繊細な花色と、それに花も葉も一回り大きく、それまで知られていたバラとはまるで違うとして大人気を博した。当時の大卒銀行員の初任給が3000円だったのに対し、本品種は1本で6000-10000円で発売されたという。

## 評価
バラの系譜編集委員会(2009)では『永遠の名花』、上田・河合(2014)には『20世紀を代表する名花』などとされ、評価が高い。
より時代が近い塚本他(1956)は本種に破格の扱いをしており、恐らく当時の評価を反映したものと思われる。まず掲載位置は原種に続く改良品種の項の最初に置いてある。さらに他品種は図版1項に4ないし6種ずつ掲載してあるのに、本品種のみは丸まる1項を本品種のために割いており、解説も本種のみで1項を取っている。その記述の冒頭には『「世界でもっとも美しいバラ」と言えば必ず本品種が挙げられる』としているほどである。
本品種は1944年にはPotland 賞を、1947年にはNRSの金メダルとARSのNational 金メダルを取り、1946年にはAARSの選定花となった。さらに、世界バラ会議は3年に一度の会合において、「世界の多くの人に愛され、バラの発展に貢献した」品種を選定して『栄誉の殿堂(WFRS Rose Hall of Fame)入りのバラ』の表彰が行われている。この第一回目、1976年に最初に取り上げられたのが本品種であった。なお、殿堂入りで表彰された品種は2012年までで10品種あるが、この中にピースを交配親とするものが2品種含まれている。

## 品種改良に関して
上田・河合(2014)はこの品種の作出が『バラの改良の歴史上、極めて重要な転機』になったと記している。
この品種は交配親としても重視され、多くの優良品種を生み出した。それらは総じて『ピース・ファミリー』と呼ばれる。例えば初の朱色系大輪花であったスーパー・スターは日本でも大変人気があり、切り花としてよく栽培された。朱赤色の大輪花であるドゥフトボルケはやはり『バラの栄誉の殿堂』入りを果たしており、この品種の子孫だけでも400種以上ある。ピースの子孫で殿堂入りしたものには、もう一つ黄色に赤の覆輪を持つダブル・デライトがある。ピースは多くの品種を生み出した「ビッグ・マザー」とされるが、現実にはこの品種は結実性がよくなく、それに果実が落ちやすかった。そのため、実際にはマザーではなく、花粉親として大いに活用された。その子孫には覆輪や複色の複雑な色合いのものが多く出た。白地にローズレッドの覆輪を持つ聖火という品種は上記の鈴木省三が作出したもので、1972年にニュージーランドで開催された世界バラ会議で特別金賞「南太平洋金賞」を獲得、これをきっかけに多くの外国人が彼の元へ来るようになった。上田・河合(2014)では交配親として『これほど影響力のあった品種は他に例がありません』と記している。

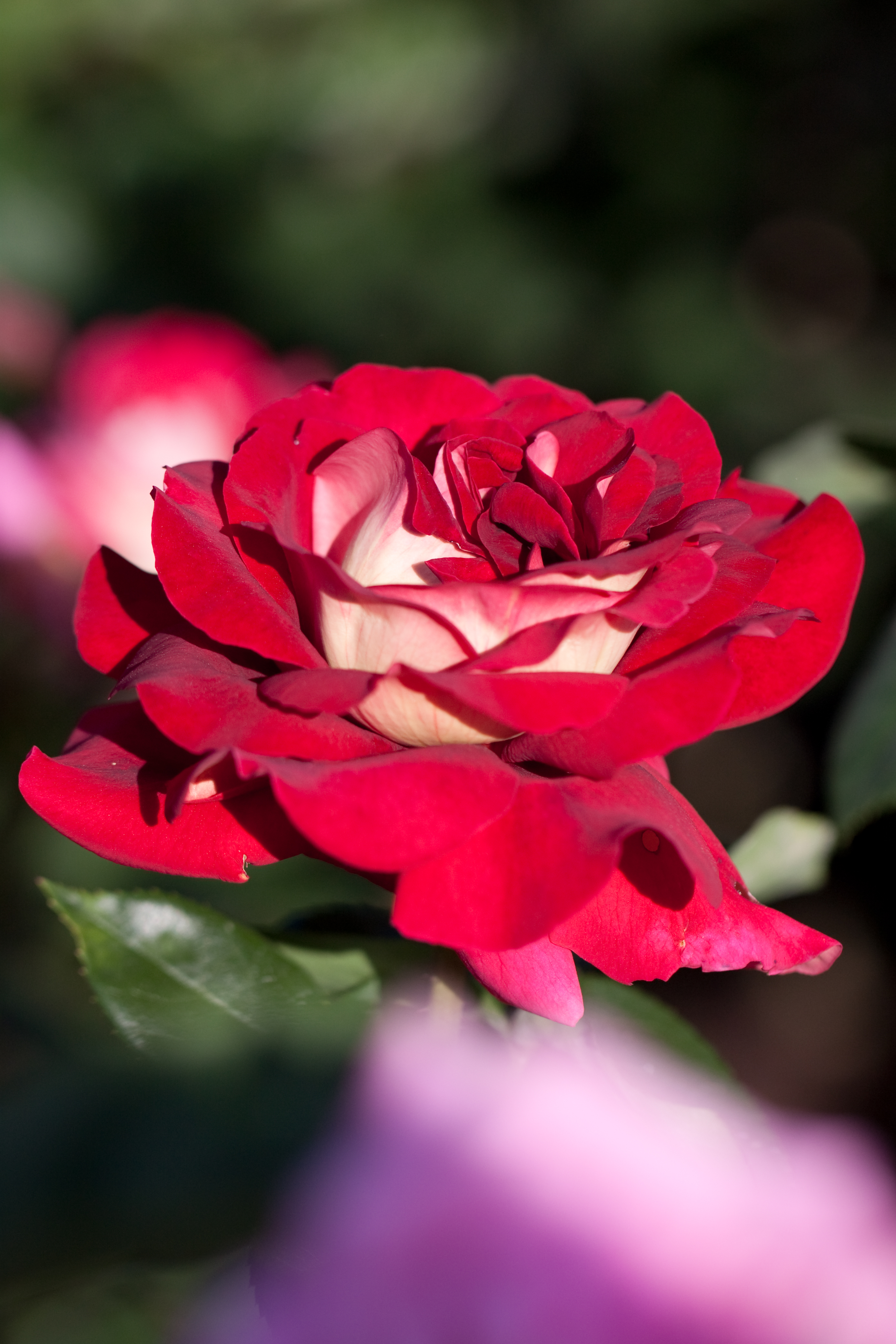
クローネンブルグ
（ピースの枝変わりから生まれた品種）

交配による品種改良でなく、枝変わりによる変異から選び出されたものに、クローネンブルクがある。これは花形等はピースのままで、花弁の表が赤、裏が黄色の花をつける。また蔓性に変化したものに、つるピースがある。茎が太いので、蔓バラでよく見られる枝を誘導して様々な形にするような用途には向かないが、花がピースそのままなので、満開の時の見応えは圧巻である。またクローネンブルグにも蔓に変化したつるクローネンブルグがある。